# إبراهيم آباد دهغاوي (مقاطعة فهرج)
إبراهيم‌آباد دهغاوي (بالفارسية: ابراهیم‌آباد دهگاوی) هي قرية تقع في ناحية نغين كوير في إيران. يقدر عدد سكانها بـ 443 نسمة بحسب إحصاء 2016.